# 1899 год в театре
1899 год в театре

## События
- В Акмолинске, «по заявлению любителей драматического искусства», был заложен фундамент Русского театра драмы — городская управа и купец Кубрин выделили на здание по 100 рублей.

### Постановки
- 29 сентября — в МХТ состоялась премьера пьесы «Смерть Иоанна Грозного». В роли Грозного выступил Константин Станиславский.

## Деятели театра

### Родились
- 5 апреля, Венеция — Сыбчо Сыбев, болгарский оперный певец (баритон), музыкальный педагог. Заслуженный артист НРБ. Лауреат Димитровской премии.
- 22 апреля, Санкт-Петербург — Владимир Набоков, русский писатель, автор нескольких пьес.
- 12 мая, Поневеж — Беньямин Зускин, артист еврейского театра на идише, актёр ГОСЕТа.
- 6 августа, Кутаис — Акакий Васадзе, грузинский актёр, режиссёр и педагог, народный артист СССР (1936).
- 19 августа – Боян Дановский, театральный деятель Болгарии.
- 20 сентября, Тамбовская губерния — Николай Анненков, актёр театра и кино, артист Малого театра, народный артист СССР (1960).
- 22 октября, Рязанская губерния — Николай Боголюбов, актёр театра и кино, лауреат шести Сталинских премий.

### Скончались
- 20 мая, близ Женевы, Швейцария — Карлотта Гризи, итальянская балерина эпохи романтизма, ученица Жюля Перро,  первая исполнительница заглавных партий в его балетах «Жизель» и «Эсмеральда».